# 노석환
노석환(盧奭桓, 1964년 ~ )은 대한민국의 제29대 관세청장을 역임한 공무원이다.

## 학력
- 동인고등학교
- 1987년 고려대학교 경영학 학사
- 1990년 서울대학교 행정대학원 석사
- 2004년 피츠버그 대학교 대학원 석사

## 경력
- 1992년: 제36회 행정고시 합격
- 1993년: 행정사무관 임용
- 1994년: 마산진주출장소장
- 2001년: 관세청 심사정책과(서기관)
- 2005년: 관세청 국제협력과장
- 2007년: 관세청 원산지심사과장
- 2008년: 관세청 정보기획과장
- 2009년: 관세청 인사관리담당관(부이사관)
- 2011년 4월 30일: 대구경북지역본부세관장(일반직고위공무원)
- 2012년 8월 13일: 관세청 통관지원국장
- 2013년 4월 22일: 관세청 심사정책국장
- 2014년 1월 2일: 관세청 조사감시국장
- 2016년 8월 10일: 서울본부세관장
- 2017년 3월 7일: 인천본부세관장(일반직고위공무원 가급)
- 2018년 2월 20일: 관세청 차장
- 2019년 12월 13일 ~ 2021년 3월 26일: 관세청장

| 전임 김영문 | 제30대 관세청장 2019년 12월 13일 ~ 2021년 3월 26일 | 후임 임재현 |